# 费利佩·安德森
费利佩·安德森·佩雷拉·戈麦斯（Felipe Anderson Pereira Gomes，1993年4月15日—），简称费利佩·安德森（Felipe Anderson），是一名巴西职业足球运动员，司职攻击中场。現效力於巴甲球队彭美拉斯。前巴西國家足球隊隊員。

## 俱乐部生涯
费利佩·安德森6岁开始接受足球训练，先后在Federal FC、SCR Gaminha和Astral EC等青训球队锻炼。2007年，他加入科里蒂巴青训体系，同年夏季转投巴西传统豪门桑托斯。
2010年10月，费利佩·安德森进入桑托斯一线队，并和球队签订一份2013年7月到期的职业合同。2010年10月6日，他在桑托斯3比0击败弗鲁米嫩塞的比赛第90分钟替补出场，上演职业生涯首秀。2011年2月11日，他在圣保罗州联赛对阵诺罗斯特的比赛中射进正式比赛的首球。2011年9月7日，他射进个人在巴甲联赛的首球，帮助桑托斯2比1击败阿瓦伊。同年11月，费利佩·安德森和球队签订一份2016年到期的新合同。2012赛季，由于的受伤和的低迷状态，费利佩·安德森获得更多出场机会。在两人转会赛季中转会离队后，他更是坐稳球队主力，表现也受到欧洲球队的注意。2013年1月31日，桑托斯接受意大利足球甲级联赛球队拉齐奥对其750万欧元的报价，但由于转会证明未在转会窗关闭之前完成，转会被迫取消。
2013年6月25日，拉齐奥以800万欧元的价格买入费利佩·安德森。他和拉齐奥签约五年，年薪为80万欧元。
2018年7月15日，費利佩·安德森轉會至英超球隊韋斯咸，據報導轉會費為3600萬英鎊。該費用超過球會先前的紀錄，該紀錄是在同一個轉會窗於早些時候以2200萬英鎊簽下伊薩·迪奧普而造出的。費利佩·安德森於2018年7月25日在季前友誼賽對阿士東維拉以3比1勝出的比賽中首次為韋斯咸上陣，在那場比賽中，他與亞瑟·馬蘇亞古共同為韋斯咸共同製造出比賽的第二個入球，最後由射手馬高·阿奴杜域射入。費利佩·安德森在2018年8月12日對利物浦的0-4的大敗比賽中首次在英超為韋斯咸上陣。2018年9月29日，費利佩·安德森在以3比1擊敗曼聯的比賽以後跟為韋斯咸射入首個英超入球。安德森在英超的第一個賽季就攻入9個聯賽入球，幫助韋斯咸在英超聯賽中排名第10。
2020年10月6日，安德森以租借形式加入葡萄牙俱乐部波尔图一个赛季。

## 榮譽
桑托斯
- 南美自由盃：2011
- 南美優勝者杯：2012

拉素
- 義大利超級盃：2017

巴西 U23
- 奧運：2016

## 外部連結
- Soccerway資料庫：费利佩·安德森